# 4443 Paulet
4443 Paulet هو كويكب، يقع ضمن حزام الكويكبات. اكتشف في 10 سبتمبر 1985.

## روابط خارجية
- 4443 Paulet في قاعدة بيانات مختبر الدفع النفاث لأجرام النظام الشمسي الصغيرة

- الاكتشاف · مخطط المدار ·  العناصر المدارية · المعلمات المادية

- 4443 Paulet على موقع ويكي سكاي: DSS2, SDSS, GALEX, IRAS, Hydrogen α, X-Ray, Astrophoto, Sky Map, Articles and images